# Matera Laser Ranging Observatory
Il Matera Laser Ranging Observatory o Osservatorio Laser di Matera è un osservatorio dell'Agenzia Spaziale Italiana del Centro Spaziale di Matera.
Si mostra come un telescopio riflettore cassegrain del diametro di 1,5 m, ma la sua funzione è di determinare le orbite esatte di satelliti artificiali e ricavare misure geodetiche ad alta precisione. Per fare ciò emette dei fasci laser, della frequenza di una decina di impulsi al secondo e ciascuno della durata di qualche picosecondo. In questo modo arriva a determinare spostamenti dell'ordine di pochi cm negli oggetti in orbita. Nel caso, ad esempio, del terremoto di Sumatra del 2004, si osservò un balzo di quasi 7 cm. Tali studi avvengono con maggior successo tramite satelliti come il LARES, fatto apposta per riflettere verso il telescopio gli impulsi laser: nei casi di eventuali deviazioni si hanno prove dell'effetto di trascinamento, uno degli aspetti della relatività generale.